# Prana (tijdschrift)
PRANA was een Nederlands tijdschrift dat zich voornamelijk bezighield met "spiritualiteit en randgebieden der wetenschappen" (ondertitel van het blad). Het was in 1975 opgericht door professor Henri van Praag. Het tijdschrift verscheen zo'n zes keer per jaar bij de zich op esoterische onderwerpen specialiserende uitgeverij Ankh-Hermes. De titel van het blad is Sanskriet voor spirituele adem: prana.
Na een periode van algemene nummers verscheen Prana steeds als themanummer met thema's op het gebied van religie, geneeswijzen, spiritualiteit, persoonlijke groei en filosofie. Het doel van het blad was een bijdrage te leveren aan een dialoog tussen verschillende (levens)opvattingen.
Kritiek op het blad is vaak dat de schrijvers van de artikelen in Prana regelmatig dezelfde zijn als diegenen die ook in het blad worden aangeprezen als gevers van lezingen, symposia-leiders enz. bijna altijd georganiseerd door uitgever Ankh-Hermes. Ook lijken artikelen soms geplaatst te zijn om een nieuw boek van de schrijver te promoten, ook vaak uitgegeven door Ankh-Hermes.
In december 2014 verscheen het eerste nummer van het nieuwe kwartaaltijdschrift Mantra, de opvolger van Prana.